# Waiting for the Weekend
Waiting for the Weekend è un singolo del gruppo musicale inglese The Vapors, pubblicato nel 1980 dalla United Artists Records.

## Il disco
È il quarto singolo della band, il terzo estratto dalla versione britannica di New Clear Days, non ebbe lo stesso successo dei due singoli precedenti non entrando mai nella classifica dei singoli inglese.
La B-side è Billy, canzone contenuta nella ristampa di New Clear Days su etichetta Captain Oi! del 2000.

## Tracce

### Lato A
Testi e musiche di David Fenton, Edward Bazalgette.
1. Waiting for the Weekend – 3:00

### Lato B
1. Billy (live) – 6:00

## Videoclip
Il videoclip è ambientato in un'officina di autoriparazione chiamata Vapors Garage Cars, dove all'interno vi lavorano i membri della band. Durante la canzone si vede come i protagonisti stiano "aspettando il weekend" allestendo all'interno del garage una sorta di piccolo palcoscenico rudimentale fatto con pezzi di scarto da lavoro, per poi culminare con una vera e propria esibizione live sul palco di un club.

## Formazione
- David Fenton- cantante, chitarrista
- Steve Smith - basso e cori
- Ed Bazalgette - chitarra
- Howard Smith - batteria